# UCI WorldTeam
Un UCI WorldTeam és un equip ciclista de primera divisió per la Unió Ciclista Internacional. Aquesta denominació va ser creada a partir de la temporada 2015 i substituïa el terme utilitzat de 2005 a 2014 que era UCI ProTeam.
Els equips continentals professionals formen la segona divisió i els equips continentals la tercera. Els divuit equips tenen l'obligació de participar en les curses de l'UCI World Tour. També tenen l'oportunitat de participar en curses dels circuits continentals de ciclisme.

## Equips 2023
| Equip                    | País                | Codi |
| ------------------------ | ------------------- | ---- |
| AG2R Citroën             | França              | ACT  |
| Alpecin-Deceuninck       | Bèlgica             | ADC  |
| Astana Qazaqstan Team    | Kazakhstan          | AST  |
| Bahrain Victorious       | Bahrain             | TBV  |
| Bora-Hansgrohe           | Alemanya            | BOH  |
| Cofidis                  | França              | COF  |
| EF Education-EasyPost    | Estats Units        | EFE  |
| Groupama-FDJ             | França              | GFC  |
| Ineos Grenadiers         | Regne Unit          | IGD  |
| Intermarché-Circus-Wanty | Bèlgica             | IWG  |
| Jumbo-Visma              | Països Baixos       | TJV  |
| Movistar Team            | Espanya             | MOV  |
| Soudal Quick-Step        | Bèlgica             | SOQ  |
| Arkéa-Samsic             | França              | ARK  |
| Team DSM                 | Alemanya            | DSM  |
| Team Jayco AlUla         | Austràlia           | JAY  |
| Trek-Segafredo           | Estats Units        | TFS  |
| UAE Team Emirates        | Emirats Àrabs Units | UAD  |

## Temporades anteriors
| Bouygues Telecom                 | França        | BTL |
| Cofidis, le Credit Par Téléphone | França        | COF |
| Crédit agricole                  | França        | C.A |
| Team CSC                         | Dinamarca     | CSC |
| Davitamon-Lotto                  | Bèlgica       | DVL |
| Discovery Channel                | Estats Units  | DSC |
| Domina Vacanze-De Nardi          | Alemanya      | DOM |
| Euskaltel-Euskadi                | Espanya       | EUS |
| Fassa Bortolo                    | Itàlia        | FAS |
| Gerolsteiner                     | Alemanya      | GST |
| Illes Balears-Caisse d'Épargne   | Espanya       | IBA |
| La Française des jeux            | França        | FDJ |
| Lampre-Caffita                   | Itàlia        | LAM |
| Liberty Seguros-Würth            | Espanya       | LSW |
| Liquigas-Bianchi                 | Itàlia        | LIQ |
| Phonak Hearing Systems           | Suïssa        | PHO |
| Quick Step-Innergetic            | Bèlgica       | QST |
| Rabobank                         | Països Baixos | RAB |
| Saunier Duval-Prodir             | Espanya       | SDV |
| T-Mobile Team                    | Alemanya      | TMO |

| AG2R Prévoyance                    | França        | A2R |
| Astana                             | Espanya       | AWT |
| Bouygues Telecom                   | França        | BTL |
| Caisse d'Épargne-Illes Balears     | Espanya       | CEI |
| Cofidis, le Credit Par Téléphone   | França        | COF |
| Crédit agricole                    | França        | C.A |
| Team CSC                           | Dinamarca     | CSC |
| Davitamon-Lotto                    | Bèlgica       | DVL |
| Discovery Channel Pro Cycling Team | Estats Units  | DSC |
| Euskaltel-Euskadi                  | Espanya       | EUS |
| Fassa Bortolo                      | Itàlia        | FAS |
| Gerolsteiner                       | Alemanya      | GST |
| La Française des jeux              | França        | FDJ |
| Lampre-Fondital                    | Itàlia        | LAM |
| Liquigas                           | Itàlia        | LIQ |
| Team Milram                        | Alemanya      | MRM |
| Phonak Hearing Systems             | Suïssa        | PHO |
| Quick Step-Innergetic              | Bèlgica       | QSI |
| Rabobank                           | Països Baixos | RAB |
| Saunier Duval-Prodir               | Espanya       | SDV |
| T-Mobile Team                      | Alemanya      | TMO |

| AG2R Prévoyance                    | França        | A2R |
| Astana                             | Kazakhstan    | AST |
| Bouygues Telecom                   | França        | BTL |
| Caisse d'Épargne                   | Espanya       | GCE |
| Cofidis, le Credit Par Téléphone   | França        | COF |
| Crédit agricole                    | França        | C.A |
| Team CSC                           | Dinamarca     | CSC |
| Discovery Channel Pro Cycling Team | Estats Units  | DSC |
| Euskaltel-Euskadi                  | Espanya       | EUS |
| Gerolsteiner                       | Alemanya      | GST |
| La Française des jeux              | França        | FDJ |
| Lampre-Fondital                    | Itàlia        | LAM |
| Liquigas                           | Itàlia        | LIQ |
| Team Milram                        | Alemanya      | MRM |
| Predictor-Lotto                    | Bèlgica       | DVL |
| Quick Step-Innergetic              | Bèlgica       | QSI |
| Rabobank                           | Països Baixos | RAB |
| Saunier Duval-Prodir               | Espanya       | SDV |
| T-Mobile Team                      | Alemanya      | TMO |
| Unibet.com                         | Països Baixos | TMO |

| AG2R La Mondiale                 | França        | ALM |
| Astana                           | Kazakhstan    | AST |
| Bouygues Telecom                 | França        | BTL |
| Caisse d'Épargne                 | Espanya       | GCE |
| Cofidis, le Credit Par Téléphone | França        | COF |
| Crédit agricole                  | França        | C.A |
| Team CSC Saxo Bank               | Dinamarca     | CSC |
| Euskaltel-Euskadi                | Espanya       | EUS |
| Gerolsteiner                     | Alemanya      | GST |
| La Française des jeux            | França        | FDJ |
| Lampre                           | Itàlia        | LAM |
| Liquigas                         | Itàlia        | LIQ |
| Team Milram                      | Alemanya      | MRM |
| Quick Step                       | Bèlgica       | QST |
| Rabobank                         | Països Baixos | RAB |
| Scott-American Beef              | Espanya       | SDV |
| Team Columbia                    | Estats Units  | THR |
| Silence-Lotto                    | Bèlgica       | SIL |

| AG2R La Mondiale            | França        | ALM |
| Astana                      | Kazakhstan    | AST |
| BBox Bouygues Telecom       | França        | BBO |
| Caisse d'Épargne            | Espanya       | GCE |
| Cofidis, le Credit en ligne | França        | COF |
| Team CSC Saxo Bank          | Dinamarca     | CSC |
| Euskaltel-Euskadi           | Espanya       | EUS |
| Fuji-Servetto               | Espanya       | FUJ |
| Garmin-Slipstream           | Estats Units  | GRM |
| Team Katusha                | Rússia        | KAT |
| La Française des jeux       | França        | FDJ |
| Lampre-NGC                  | Itàlia        | LAM |
| Liquigas                    | Itàlia        | LIQ |
| Team Milram                 | Alemanya      | MRM |
| Quick Step                  | Bèlgica       | QST |
| Rabobank                    | Països Baixos | RAB |
| Team Columbia-HTC           | Estats Units  | THR |
| Silence-Lotto               | Bèlgica       | SIL |

| AG2R La Mondiale    | França        | ALM |
| Astana              | Kazakhstan    | AST |
| Caisse d'Épargne    | Espanya       | GCE |
| Euskaltel-Euskadi   | Espanya       | EUS |
| FDJ                 | França        | FDJ |
| Footon-Servetto     | Espanya       | FOT |
| Garmin-Transitions  | Estats Units  | GRM |
| Team Katusha        | Rússia        | KAT |
| Lampre-Farnese Vini | Itàlia        | LAM |
| Liquigas-Doimo      | Itàlia        | LIQ |
| Team Milram         | Alemanya      | MRM |
| Omega Pharma-Lotto  | Bèlgica       | OLO |
| Quick Step          | Bèlgica       | QST |
| Rabobank            | Països Baixos | RAB |
| Team HTC-Columbia   | Estats Units  | THR |
| Team RadioShack     | Estats Units  | RSH |
| Team Saxo Bank      | Dinamarca     | SAX |
| Team Sky            | Regne Unit    | SKY |

| AG2R La Mondiale                 | França        | ALM |
| Pro Team Astana                  | Kazakhstan    | AST |
| BMC Racing Team                  | Estats Units  | BMC |
| Euskaltel-Euskadi                | Espanya       | EUS |
| Garmin-Cervélo                   | Estats Units  | GRM |
| HTC-Highroad                     | Estats Units  | THR |
| Team Katusha                     | Rússia        | KAT |
| Lampre-ISD                       | Itàlia        | LAM |
| Leopard-Trek                     | Luxemburg     | LEO |
| Liquigas-Cannondale              | Itàlia        | LIQ |
| Movistar Team                    | Espanya       | MOV |
| Omega Pharma-Lotto               | Bèlgica       | OLO |
| QuickStep Cycling Team           | Bèlgica       | QST |
| Rabobank Cycling Team            | Països Baixos | RAB |
| Team RadioShack                  | Estats Units  | RSH |
| Saxo Bank-Sungard                | Dinamarca     | SBS |
| Team Sky                         | Regne Unit    | SKY |
| Vacansoleil-DCM Pro Cycling Team | Països Baixos | VCD |

| AG2R La Mondiale                 | França        | ALM |
| Astana Pro Team                  | Kazakhstan    | AST |
| BMC Racing Team                  | Estats Units  | BMC |
| Euskaltel-Euskadi                | Espanya       | EUS |
| FDJ-BigMat                       | França        | FDJ |
| Garmin-Sharp                     | Estats Units  | GRS |
| Team Katusha                     | Rússia        | KAT |
| Lampre-ISD                       | Itàlia        | LAM |
| Liquigas-Cannondale              | Itàlia        | LIQ |
| Lotto-Belisol                    | Bèlgica       | LTB |
| Movistar Team                    | Espanya       | MOV |
| Omega Pharma-Quick Step          | Bèlgica       | OPQ |
| Orica-GreenEDGE                  | Austràlia     | OGE |
| Rabobank Cycling Team            | Països Baixos | RAB |
| RadioShack-Nissan                | Estats Units  | RNT |
| Team Saxo Bank-Tinkoff Bank      | Dinamarca     | STB |
| Team Sky                         | Regne Unit    | SKY |
| Vacansoleil-DCM Pro Cycling Team | Països Baixos | VCD |

| AG2R La Mondiale                 | França        | ALM |
| Team Argos-Shimano               | Països Baixos | ARG |
| Astana Pro Team                  | Kazakhstan    | AST |
| Belkin Pro Cycling Team          | Països Baixos | BEL |
| BMC Racing Team                  | Estats Units  | BMC |
| Cannondale Pro Cycling           | Itàlia        | CAN |
| Euskaltel-Euskadi                | Espanya       | EUS |
| FDJ.fr                           | França        | FDJ |
| Garmin-Sharp                     | Estats Units  | GRS |
| Team Katusha                     | Rússia        | KAT |
| Lampre-Merida                    | Itàlia        | LAM |
| Lotto-Belisol                    | Bèlgica       | LTB |
| Movistar Team                    | Espanya       | MOV |
| Omega Pharma-Quick Step          | Bèlgica       | OPQ |
| Orica-GreenEDGE                  | Austràlia     | OGE |
| RadioShack-Leopard               | Estats Units  | RLT |
| Team Saxo-Tinkoff                | Dinamarca     | TST |
| Team Sky                         | Regne Unit    | SKY |
| Vacansoleil-DCM Pro Cycling Team | Països Baixos | VCD |

| AG2R La Mondiale        | França        | ALM |
| Astana Pro Team         | Kazakhstan    | AST |
| Belkin Pro Cycling Team | Països Baixos | BEL |
| BMC Racing Team         | Estats Units  | BMC |
| Cannondale Pro Cycling  | Itàlia        | CAN |
| Team Europcar           | França        | EUC |
| FDJ.fr                  | França        | FDJ |
| Garmin-Sharp            | Estats Units  | GRS |
| Team Giant-Shimano      | Països Baixos | GIA |
| Team Katusha            | Rússia        | KAT |
| Lampre-Merida           | Itàlia        | LAM |
| Lotto-Belisol           | Bèlgica       | LTB |
| Movistar Team           | Espanya       | MOV |
| Omega Pharma-Quick Step | Bèlgica       | OPQ |
| Orica-GreenEDGE         | Austràlia     | OGE |
| Team Sky                | Regne Unit    | SKY |
| Tinkoff-Saxo            | Rússia        | TCS |
| Trek Factory Racing     | Estats Units  | TFR |

| AG2R La Mondiale       | França        | ALM |
| Astana Pro Team        | Kazakhstan    | AST |
| BMC Racing Team        | Estats Units  | BMC |
| Team Cannondale-Garmin | Estats Units  | TCG |
| Etixx-Quick Step       | Bèlgica       | EQS |
| FDJ                    | França        | FDJ |
| Team Giant-Alpecin     | Alemanya      | GIA |
| IAM Cycling            | Suïssa        | IAM |
| Team Katusha           | Rússia        | KAT |
| Lampre-Merida          | Itàlia        | LAM |
| Team LottoNL-Jumbo     | Països Baixos | TLJ |
| Lotto-Soudal           | Bèlgica       | LTS |
| Movistar Team          | Espanya       | MOV |
| Orica-GreenEDGE        | Austràlia     | OGE |
| Team Sky               | Regne Unit    | SKY |
| Tinkoff-Saxo           | Rússia        | TCS |
| Trek Factory Racing    | Estats Units  | TFR |

| AG2R La Mondiale    | França        | ALM |
| Astana Pro Team     | Kazakhstan    | AST |
| BMC Racing Team     | Estats Units  | BMC |
| Cannondale-Drapac   | Estats Units  | CDT |
| Team Dimension Data | Sud-àfrica    | DDD |
| Etixx-Quick Step    | Bèlgica       | EQS |
| FDJ                 | França        | FDJ |
| Team Giant-Alpecin  | Alemanya      | GIA |
| IAM Cycling         | Suïssa        | IAM |
| Team Katusha        | Rússia        | KAT |
| Lampre-Merida       | Itàlia        | LAM |
| Team LottoNL-Jumbo  | Països Baixos | TLJ |
| Lotto-Soudal        | Bèlgica       | LTS |
| Movistar Team       | Espanya       | MOV |
| Orica-BikeExchange  | Austràlia     | OBE |
| Team Sky            | Regne Unit    | SKY |
| Tinkoff             | Rússia        | TNK |
| Trek-Segafredo      | Estats Units  | TFS |

| AG2R La Mondiale     | França              | ALM |
| Astana Pro Team      | Kazakhstan          | AST |
| Bahrain-Merida       | Bahrain             | TBM |
| BMC Racing Team      | Estats Units        | BMC |
| Bora-Hansgrohe       | Alemanya            | BOH |
| Cannondale-Drapac    | Estats Units        | CDT |
| FDJ                  | França              | FDJ |
| Lotto-Soudal         | Bèlgica             | LTS |
| Movistar Team        | Espanya             | MOV |
| Orica-Scott          | Austràlia           | ORS |
| Quick-Step Floors    | Bèlgica             | QST |
| Team Dimension Data  | Sud-àfrica          | DDD |
| Team Katusha Alpecin | Rússia              | KAT |
| Team LottoNL-Jumbo   | Països Baixos       | TLJ |
| Team Sky             | Regne Unit          | SKY |
| Team Sunweb          | Alemanya            | SUN |
| Trek-Segafredo       | Estats Units        | TFS |
| UAE Abu Dhabi        | Emirats Àrabs Units | UAD |

| AG2R La Mondiale          | França              | ALM |
| Astana Pro Team           | Kazakhstan          | AST |
| Bahrain-Merida            | Bahrain             | TBM |
| BMC Racing Team           | Estats Units        | BMC |
| Bora-Hansgrohe            | Alemanya            | BOH |
| EF Education First-Drapac | Estats Units        | EFD |
| FDJ                       | França              | FDJ |
| Lotto-Soudal              | Bèlgica             | LTS |
| Movistar Team             | Espanya             | MOV |
| Mitchelton-Scott          | Austràlia           | MTS |
| Quick-Step Floors         | Bèlgica             | QST |
| Team Dimension Data       | Sud-àfrica          | DDD |
| Team Katusha Alpecin      | Rússia              | KAT |
| Team LottoNL-Jumbo        | Països Baixos       | TLJ |
| Team Sky                  | Regne Unit          | SKY |
| Team Sunweb               | Alemanya            | SUN |
| Trek-Segafredo            | Estats Units        | TFS |
| UAE Abu Dhabi             | Emirats Àrabs Units | UAD |

| AG2R La Mondiale               | França                 | ALM |
| Astana Pro Team                | Kazakhstan             | AST |
| Bahrain-Merida                 | Bahrein                | TBM |
| BORA-hansgrohe                 | Alemanya               | BOH |
| CCC Team                       | Polònia                | CPT |
| Deceuninck-Quick Step          | Bèlgica                | DQT |
| Groupama-FDJ                   | França                 | GFC |
| Lotto Soudal                   | Bèlgica                | LTS |
| Movistar Team                  | Espanya                | MOV |
| Mitchelton-Scott               | Austràlia              | MTS |
| Team Dimension Data            | Sud-àfrica             | TDD |
| EF Education First Pro Cycling | Estats Units d'Amèrica | EF1 |
| Team Katusha Alpecin           | Suissa                 | TKA |
| Team Jumbo-Visma               | Països Baixos          | TJV |
| Team Ineos                     | Gran Bretanya          | SKY |
| Team Sunweb                    | Alemanya               | SUN |
| Trek-Segafredo                 | Estats Units d'Amèrica | TFS |
| UAE Team Emirates              | Emirats Àrabs Units    | UAD |

| AG2R La Mondiale       | França              | ALM |
| Astana Pro Team        | Kazakhstan          | AST |
| Bahrain-Merida         | Bahrain             | TBM |
| Bora-Hansgrohe         | Alemanya            | BOH |
| CCC Team               | Polònia             | CCC |
| Cofidis                | França              | COF |
| Deceuninck-Quick Step  | Bèlgica             | DQT |
| EF Pro Cycling         | Estats Units        | EF1 |
| Groupama-FDJ           | França              | GFC |
| Ineos Grenadiers       | Regne Unit          | IGD |
| Israel Start-Up Nation | Israel              | ISN |
| Jumbo-Visma            | Països Baixos       | TJV |
| Lotto-Soudal           | Bèlgica             | LTS |
| Mitchelton-Scott       | Austràlia           | MTS |
| Movistar Team          | Espanya             | MOV |
| NTT                    | Sud-àfrica          | NTT |
| Sunweb                 | Alemanya            | SUN |
| Trek-Segafredo         | Estats Units        | TFS |
| UAE Team Emirates      | Emirats Àrabs Units | UAD |

| AG2R Citroën                       | França              | ACT |
| Astana-Premier Tech                | Kazakhstan          | APT |
| Bahrain Victorious                 | Bahrain             | TBV |
| Team BikeExchange                  | Austràlia           | BEX |
| Bora-Hansgrohe                     | Alemanya            | BOH |
| Cofidis                            | França              | COF |
| Deceuninck-Quick Step              | Bèlgica             | DQT |
| Team DSM                           | Alemanya            | DSM |
| EF Education-Nippo                 | Estats Units        | EFN |
| Groupama-FDJ                       | França              | GFC |
| Ineos Grenadiers                   | Regne Unit          | IGD |
| Intermarché-Wanty-Gobert Matériaux | Bèlgica             | IWG |
| Israel Start-Up Nation             | Israel              | ISN |
| Jumbo-Visma                        | Països Baixos       | TJV |
| Lotto-Soudal                       | Bèlgica             | LTS |
| Team Qhubeka NextHash              | Sud-àfrica          | TQA |
| Movistar Team                      | Espanya             | MOV |
| Trek-Segafredo                     | Estats Units        | TFS |
| UAE Team Emirates                  | Emirats Àrabs Units | UAD |

| AG2R Citroën                       | França              | ACT |
| Astana Qazaqstan Team              | Kazakhstan          | AST |
| Bahrain Victorious                 | Bahrain             | TBV |
| Team BikeExchange Jayco            | Austràlia           | BEX |
| Bora-Hansgrohe                     | Alemanya            | BOH |
| Cofidis                            | França              | COF |
| Team DSM                           | Alemanya            | DSM |
| EF Education-EasyPost              | Estats Units        | EFE |
| Groupama-FDJ                       | França              | GFC |
| Ineos Grenadiers                   | Regne Unit          | IGD |
| Intermarché-Wanty-Gobert Matériaux | Bèlgica             | IWG |
| Israel-Premier Tech                | Israel              | IPT |
| Jumbo-Visma                        | Països Baixos       | TJV |
| Lotto-Soudal                       | Bèlgica             | LTS |
| Movistar Team                      | Espanya             | MOV |
| Quick-Step Alpha Vinyl Team        | Bèlgica             | QST |
| Trek-Segafredo                     | Estats Units        | TFS |
| UAE Team Emirates                  | Emirats Àrabs Units | UAD |